# SEC61B
SEC61B‏ (Sec61 translocon beta subunit) هوَ بروتين يُشَفر بواسطة جين SEC61B في الإنسان.